# 秦世英
秦世英（？年—？年），陕西三原县人。明朝政治人物。

## 生平
天啓元年（1621年）辛酉科陕西乡试舉人，崇祯元年（1628年）戊辰科进士。初授遵化县知县，四年调蓬莱县知县，五年孔有德乱登州，与巡抚孙元化及兵备道宋光兰、知府吴维城、同知贾杰、知县秦世英及乡绅梁之垣，拘于游击耿仲明宅。几日之后，叛军渡海投清，这些官员被释放回明朝，秦世英因失土之责，被判处流徙山西阳和充军，后来赦免回乡。